# 1,3-Benzodioksol
Benzodioksol – organiczny, heterocykliczny związek chemiczny, zbudowany jest z pierścienia benzenowego i połączonego z nim pierścienia dioksolanowego.